# Castell d'Entença
El Castell d'Entença fou una construcció de finals de segle xi ubicada a la "Quadra d'Entença", solar donat a Miró Gombau per Arnau Mir de Tost i la seua esposa Arsenda (1063). Aquesta quadra és situada a l'actual municipi d'Entença, adscrit actualment a Benavarri, Baixa Ribagorça. Del castell, origen i seu el llinatge d'Entença, d'important participació en campanyes militars tan sols en resten runes.